# Eugen Jebeleanu

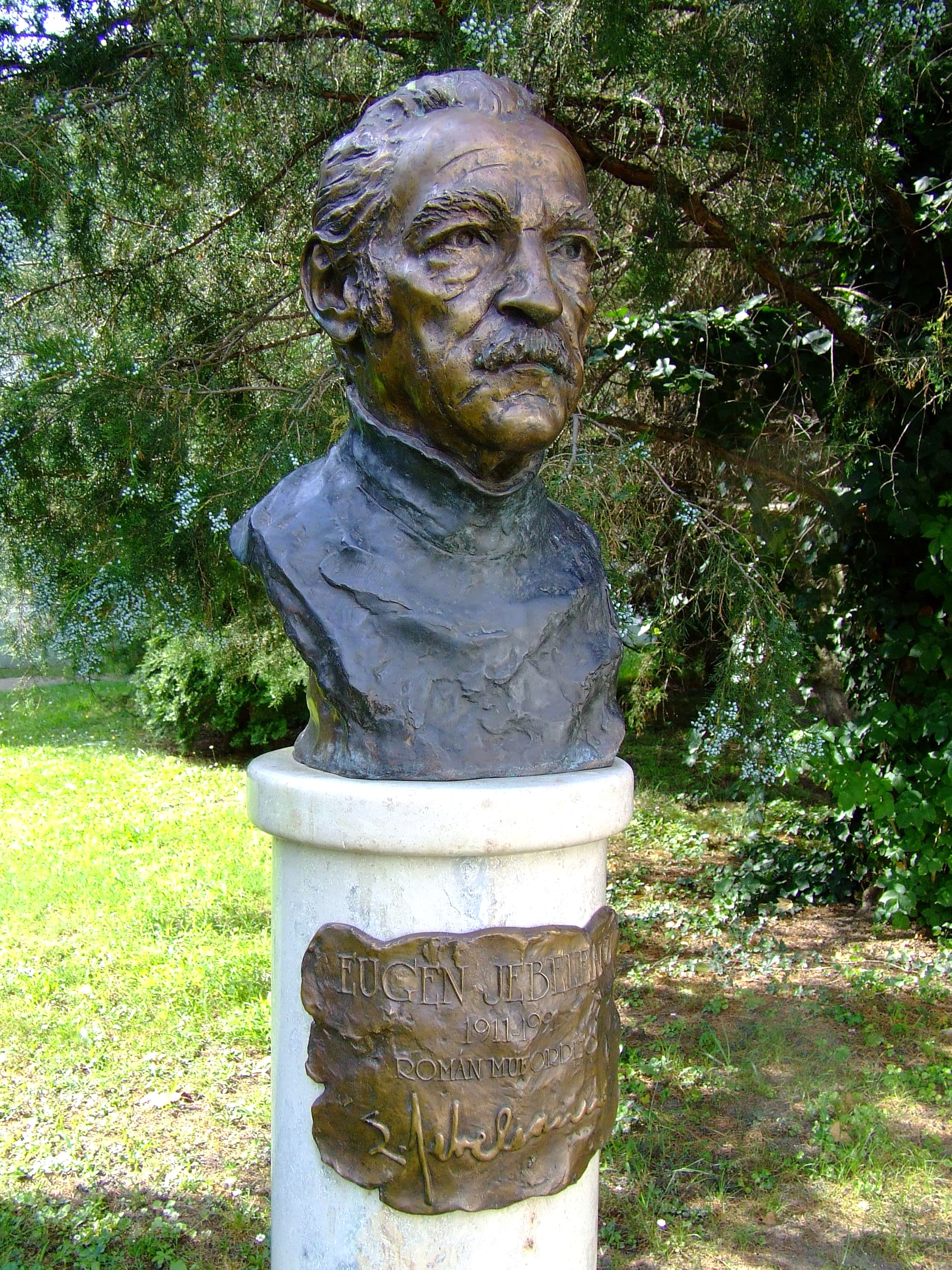
Eugen Jebeleanu

Eugen Jebeleanu (n. 24 aprilie 1911, Câmpina, Prahova, România – d. 21 august 1991, București, România) a fost un poet, publicist și traducător român, membru al Academiei Române (din 1974) și membru al Partidului Comunist Român.

## Viața și activitatea literară
A absolvit Colegiul Național „Andrei Șaguna” din Brașov și Facultatea de Drept la București. A debutat în 1927 cu poezii la revista Viața literară, condusă de I. Valerian. În anii '30, a lucrat ca jurnalist în presa bucureșteană de stânga. Poet ermetic în perioada interbelică, realist socialist în perioada proletcultistă.
Voce profund originală în literatura română, devine cunoscut pe plan internațional odată cu apariția volumului "Surâsul Hiroshimei", poem tradus în numeroase limbi, recitat ori cântat și acum în amfiteatrele din America Latină și Europa.
Laureat al premiului de poezie "Etna Taormina" din Italia (1971) și al premiului Herder din Austria (1973). Membru corespondent al Academiei Române în 1955, membru titular din 1974. Poemele sale continuă să fie traduse și publicate, mai ales în SUA și America Latină, dar și în Republica Moldova.
Eugen Jebeleanu a fost și un pescar amator pasionat.

## Volume de poezii
- Schituri cu soare, 1929
- Inimi sub săbii, 1934
- Ceea ce nu se uită 1945
- Scutul păcii, 1949
- Poeme de pace și de luptă, 1950
- În satul lui Sahia, 1952
- Bălcescu, 1952
- Cîntecele pădurii tinere, 1953
- Surîsul Hiroshimei, 1958
- Cântece împotriva morții 1963
- Elegie pentru floarea secerată - (soției sale, graficiana Florica Cordescu) 1967
- Hanibal, 1973
- Surâsul Hiroshimei și alte versuri [pref. Ov. S. Crohmălniceanu], 1973
- "Harfa si Minotaurul" ,[antologie], BPT, Ed. Minerva, 1977
- "Arma secretă", 1980
- "Deasupra zilei, 1981
- "Poezii, 1988
- Poezii, Antologie, tabel cronologic, prefață și comentarii de Tudor Cristea, Ed. Albatros [col. Lyceum], 1990

## Traduceri
- Rainer Maria Rilke, Poeme, 1932;
- Rainer Maria Rilke, Povestea despre iubirea și moartea stegarului Christoph Rilke, 1946;
- Petőfi Sándor, Poeme alese, Editura de Stat, București, 1949;[10]
- Pablo Neruda, Poeme, 1951;
- Ady Endre, Poeme, 1955;
- Petőfi Sándor, János Viteazul, Editura Tineretului, București, 1958;[11]
- N. Guillen, Poeme cubane, 1963.

## Distincții
- Medalia „A cincea aniversare a Republicii Populare Române” (24 decembrie 1952) „pentru lupta și munca duse în vederea făuririi, consolidării și prosperării Republicii Populare Române”[12]
- Ordinul Muncii clasa a II-a (9 iunie 1954) „pentru merite deosebite în domeniul creației literare”[13]
- Ordinul „Steaua Republicii Populare Romîne” clasa a IV-a (12 august 1959) „pentru activitate rodnică în dezvoltarea științei și culturii din Republica Populară Romînă”[14]
- Medalia „40 de ani de la înființarea Partidului Comunist din Romînia” (6 mai 1961) „pentru merite în activitatea de partid și întărirea regimului democrat-popular”[15]
- Ordinul „Tudor Vladimirescu” clasa a IV-a (30 aprilie 1966) „cu prilejul celei de-a 45-a aniversări de la înființarea Partidului Partidului Comunist din România, pentru merite deosebite în opera de construire a socialismului”[16]
- titlul de Erou al Muncii Socialiste și medalia de aur „Secera și ciocanul” (4 mai 1971) „cu prilejul aniversării a 50 de ani de la constituirea Partidului Comunist Român, [...] pentru merite deosebite în domeniul științei, artei și culturii”[17]
- Ordinul „23 August” clasa I (24 aprilie 1981) „pentru merite deosebite în domeniul creației literare și contribuția adusă la opera de construire a socialismului în patria noastră, cu prilejul împlinirii vîrstei de 70 de ani”[18]

## Imagini

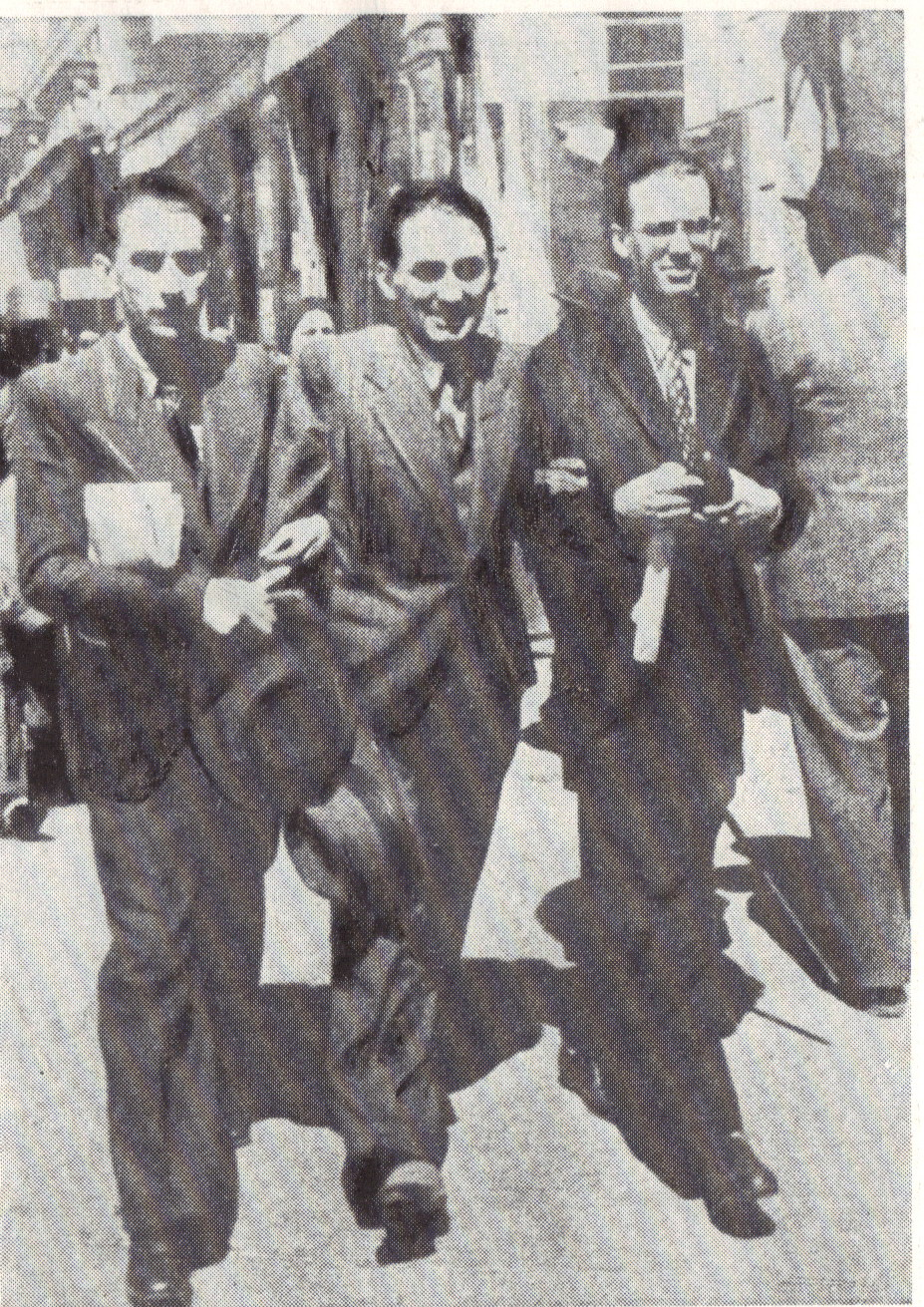
Eugen Jebeleanu, Anton Holban și Octav Șuluțiu, București, 1935
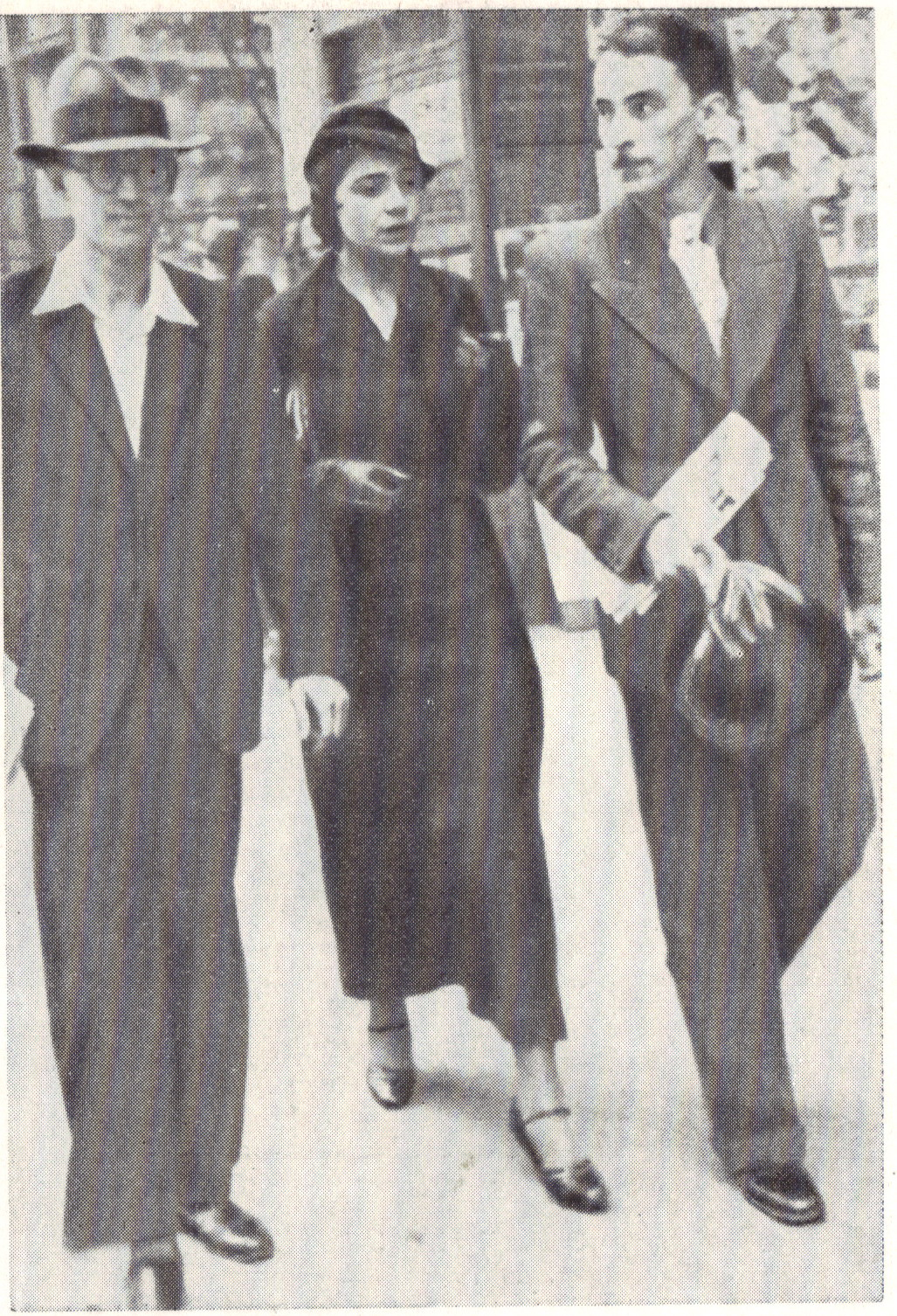
Octav Șuluțiu, Coca Farago și Eugen Jebeleanu, București, 20 mai 1935